# Menonvillea chilensis
Menonvillea chilensis là một loài thực vật có hoa trong họ Cải. Loài này được (Turcz.) B.D. Jacks. mô tả khoa học đầu tiên năm 1894.